# Juan Bautista Volumier
Juan Bautista Volumier (h. 1670 Países Bajos Españoles;1728 in Dresde) fue un violinista y compositor español-holandés.
Cursó estudios musicales en Francia.  En 1692 fue músico de la corte Brandemburgo, en Berlín. Fue maestro de orquesta y autor de música de danza. En 1708 ingresó a la corte de Sajonia, en Dresde. Su influencia francesa e italiana influyó en la orquesta. Volumier tenía cercanía con Johann Sebastian Bach y promovió el concurso entre Bach y Marchand.
Volumier compuso numerosas ballets y piezas de violín, todos los cuales en 1760 fueron víctimas de un incendio durante la Guerra de los Siete Años en Dresde. También compuso la ópera "La victoria de la belleza sobre los héroes" (junto con Gottfried Finger y Augustin Reinhard Stricker, en 1706).
Volumier murió en 1728 y su cargo fue asumido por Pisendel.